# Henry Glass

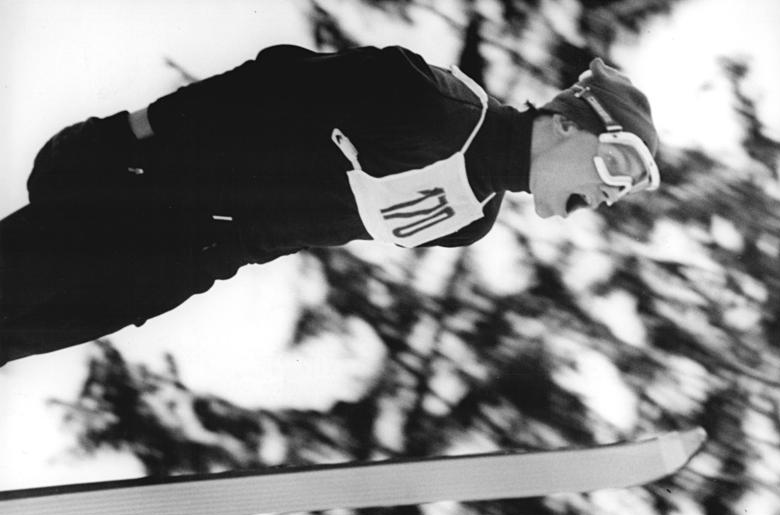
Henry Glass i Johanngeorgenstadt 1970

Henry Glass (tyska: Henry Glaß) född 15 februari 1953 i Rodewisch i Vogtlandkreis i Sachsen, är en tysk tidigare backhoppare och tränare som tävlade för Östtyskland (DDR). Han representerade SC Dynamo Klingenthal.

## Karriär
Henry Glass blev silvermedaljör i europamästerskapen för juniorer 1969. Han debuterade i tysk-österrikiska backhopparveckan säsongen 1970/1971. Redan säsongen efter blev han nummer två sammanlagt, efter Ingolf Mork från Norge. Hans bästa deltävling var i Bergiselbacken i Innsbruck 29 december 1971 där han blev nummer fyra. (Yukio Kasaya vann de tre första deltävlingarna i backhopparveckan, men japanska laget reste hem till Sapporo efter tre deltävlingar för att träna inför kommande OS på hemmaplan.) I säsongen 1972/1973 blev han nummer 8 sammanlagt i backhopparveckan, med bästa delresultatet i öppningstävlingen i Schattenbergbacken där han blev nummer tre i en tävling där DDR tog alla tre pallplatserna. Rainer Schmidt vann backhopparveckan totalt före landsmannen Hans-Georg Aschenbach. DDR hade 5 hoppare bland de 10 bästa totalt.
Säsongen efter (1973/1974) blev Glass nummer 5 totalt i backhopparveckan, men säsongen 1974/1975 dominerades av österrikarna under tränaren Baldur Preiml. De vann en trippel sammanlagt. Glass kom inte bland de 10 bästa varken i deltävlingarna eller totalt. Nästa säsong lyckades heller inte för Glass, även om östtyskarna kom tillbaks och tog totalsegern genom Jochen Danneberg.
Henry Glass deltog i sitt första vinter-OS 1972 i Sapporo och blev nummer 18 i normalbacken och nummer 20 i den svåra tävlingen i stora backen där vinden var mycket störande. Under vinter-OS 1976 i Innsbruck låg Henry Glass på sjunde plats efter första omgången i normalbacken (Toni-Seelos-Schanze i Seefeld), men föll i andra omgången och slutade på 44:e plats. Det gick bättre i stora Bergiselbacken där han efter en tionde plats efter första omgången hade det bästa hoppet i andra omgången (tillsammans med guldvinnaren Karl Schnabl från Österrike) och vann bronsmedaljen. Glass deltog också i OS 1980 i Lake Placid i delstaten New York. Han blev nummer 15 i normalbacken och nummer 11 i stora backen.
I VM i skidflygning 1977 i Vikersundbacken blev Henry Glass nummer tre och vann bronsmedaljen efter Walter Steiner från Schweiz och Toni Innauer från Österrike.
Henry Glass startade i tävlingen i normalbacken i Skid-VM 1978 i Lahtis. Han vann en silvermedalj 1,5 poäng efter landsmannen Matthias Buse. Han startade inte i stora backen. 
I första säsongen i världscupen (1979/1980) blev Glass nummer 21 sammanlagt. Han var på prispallen 3 gånger. Henry Glass avslutade sin backhoppskarriär 1981

## Senare karriär
Efter avslutad idrottskarriär blev Henry Glass backhoppstränare. Han var bland annat assisterande tränare för tyska landslaget från 1990 till 2006 strax innan OS i Turin då det blev känd at Glass haft nära förbindelser med östtyska Ministerium für Staatssicherheit (svenska: Ministeriet för statssäkerhet (Stasi). Han blev då avstängd från sin verksamhet för Tysklands nationella olympiska kommitté. Sedan 2008 är Glass verksam som ungdomstränare i Klingenthal och tränar unga backhoppare från Sachsen. Han är bland annat tränare för Ulrike Grässler.